# گیسینگ، نورفک
گیسینگ (به انگلیسی: Gissing) یک روستا و محله مدنی در بریتانیا است که در South Norfolk واقع شده‌است. گیسینگ ۸٫۱۱ کیلومتر مربع مساحت و ۲۵۲ نفر جمعیت دارد.